# Крістін Годрідж
Крістін Годрідж (англ. Kristin Godridge; нар. 7 лютого 1973) — колишня австралійська тенісистка.
Найвищу одиночну позицію світового рейтингу — 79 місце досягла 23 вересня 1991, парну — 68 місце — 3 грудня 1990 року.
Здобула 2 одиночні та 1 парний титул.
Найвищим досягненням на турнірах Великого шолома було 4 коло в одиночному розряді.
Завершила кар'єру 1997 року.

## Фінали турнірів WTA
| Легенда      |
| ------------ |
| Великий шлем |
| Tier I       |
| Tier II      |
| Tier III     |
| Tier IV & V  |

### Парний розряд: 2 (1–1)
| Результат | Дата     | Турнір                        | Покриття | Партнерка    | Суперниці                            | Рахунок       |
| --------- | -------- | ----------------------------- | -------- | ------------ | ------------------------------------ | ------------- |
| Перемога  | Вер 1990 | Clarins Open, Франція         | Ґрунт    | Кіррілі Шарп | Алексія Дешом-Баллере Наталі Ерреман | 4–6, 6–3, 6–1 |
| Поразка   | Лис 1995 | Pattaya Women's Open, Таїланд | Тверде   | Нана Міяґі   | Джилл Гетерінгтон Крістін Кунс       | 6–2, 4–6, 3–6 |

## Фінали ITF
| турніри $100,000 |
| турніри $75,000  |
| турніри $50,000  |
| турніри $25,000  |
| турніри $10,000  |

### Одиночний розряд (2–4)
| Результат | Ранг | Дата              | Турнір                      | Покриття  | Суперниця          | Рахунок       |
| --------- | ---- | ----------------- | --------------------------- | --------- | ------------------ | ------------- |
| Поразка   | 1.   | 6 листопада 1989  | ITF Нуріоотпа, Австралія    | Тверде    | Еллісон Купер      | 3–6, 6–2, 4–6 |
| Поразка   | 2.   | 19 листопада 1990 | ITF Перт, Австралія         | Трава     | Ренне Стаббс       | 1–6, 1–6      |
| Поразка   | 3.   | 11 листопада 1991 | ITF Маунт-Гамбір, Австралія | Тверде    | Дженні Бірн        | 6–0, 4–6, 4–6 |
| Перемога  | 4.   | 12 жовтня 1992    | ITF Бургдорф, Швейцарія     | Килим (i) | Квета Пешке        | 7–6(2), 6–4   |
| Поразка   | 5.   | 16 серпня 1993    | ITF Арцакена, Італія        | Ґрунт     | Лінда Феррандо     | 4–6, 4–6      |
| Перемога  | 6.   | 29 листопада 1993 | ITF Сінгапур                | Тверде    | Романа Теджакусума | 4–6, 6–4, 6–4 |

### Парний розряд (5–6)
| Результат | Ранг | Дата              | Турнір                      | Покриття  | Партнерка        | Суперниці                             | Рахунок          |
| --------- | ---- | ----------------- | --------------------------- | --------- | ---------------- | ------------------------------------- | ---------------- |
| Поразка   | 1.   | 21 березня 1988   | ITF Мельбурн, Австралія     | Тверде    | Кейт Макдоналд   | Рейчел Макквіллан Ренне Стаббс        | 4–6, 5–7         |
| Поразка   | 2.   | 4 листопада 1988  | ITF Мельбурн, Австралія     | Тверде    | Елена Пампулова  | Наталія Лайпес Бернадетте Рендалл     | 4–6, 7–6(5), 2–6 |
| Перемога  | 3.   | 13 лютого 1989    | ITF Аделаїда, Австралія     | Тверде    | Дженін Томпсон   | Кейт Макдоналд Ренне Стаббс           | 5–7, 6–2, 6–2    |
| Поразка   | 4.   | 19 листопада 1990 | ITF Перт, Австралія         | Трава     | Кіррілі Шарп     | Джо-Анн Фолл Ренне Стаббс             | 2–6, 4–6         |
| Перемога  | 5.   | 11 листопада 1991 | ITF Маунт-Гамбір, Австралія | Тверде    | Ніколь Пратт     | Інгелісе Дрігейс Луїс Флемінг         | 6–7, 6–3, 6–4    |
| Перемога  | 6.   | 12 жовтня 1992    | ITF Бургдорф, Швейцарія     | Килим (i) | Ніколь Пратт     | Ізабела Лістовська Петра Вінценгеллер | 6–3, 6–0         |
| Поразка   | 7.   | 26 жовтня 1992    | ITF Джакарта, Індонезія     | Ґрунт     | Ніколь Пратт     | Мішелл Джаггерд-Лай Крістін Кунс      | 6–3, 3–6, 2–6    |
| Перемога  | 8.   | 28 листопада 1994 | ITF Порт-Пірі, Австралія    | Тверде    | Кіррілі Шарп     | Шеннен Маккарті Рейчел Макквіллан     | 7–6(6), 6–2      |
| Перемога  | 9.   | 5 грудня 1994     | ITF Нуріоотпа, Австралія    | Тверде    | Кіррілі Шарп     | Кетрін Берклей Керрі-Енн Г'юз         | 6–2, 6–7(5), 6–4 |
| Поразка   | 10.  | 24 квітня 1995    | ITF Будапешт, Угорщина      | Ґрунт     | Александра Фусаї | Ева Меліхарова Гелена Вілдова         | 3–6, 4–6         |
| Поразка   | 11.  | 8 травня 1995     | ITF Щецин, Польща           | Ґрунт     | Кіррілі Шарп     | Кетрін Берклей Ширлі-Енн Сіддалл      | 7–5, 5–7, 6–7    |